# Серебренниково (Новосибирская область)
Серебренниково — деревня (село) в Маслянинском районе Новосибирской области. Входит в состав Бажинского сельсовета.

## География
Площадь деревни — 80 гектаров.

## Население
| 2002 | 2007 | 2010 |
| ---- | ---- | ---- |
| 239  | ↘234 | ↘150 |

## Инфраструктура
В деревне по данным на 2007 год функционируют 1 учреждение здравоохранения и 1 учреждение образования.

## Известные жители и уроженцы
- Косых, Николай Егорович (1915—1993) — Герой Социалистического Труда.